# 細體舒爾茨鯰
細體舒爾茨鯰，為輻鰭魚綱鯰形目毛鼻鯰科的其中一種，為熱帶淡水魚，分布於南美洲哥倫比亞Guayabero流域，本魚棲息在底層水域，體長可達2.6公分，生活習性不明。
其种加词来源于拉丁文“gracilis”，意为“纤细的”。